# Reflectividad

Curvas espectrales de reflectividad para espejos de Al, Ag, Au, con incidencia normal.

En fotometría y en transferencia de calor, la reflectividad es la fracción de radiación incidente reflejada por una superficie. En general debe tratársela como una propiedad direccional, en función de la dirección reflejada, de la dirección incidente, y de la longitud de onda incidente. Sin embargo comúnmente es también promediada sobre el hemisferio reflejado para dar la reflectividad espectral hemisférica:
{\displaystyle \rho (\lambda )={\frac {G_{\mathrm {refl} }(\lambda )}{G_{\mathrm {incid} }(\lambda )}}}
donde {\displaystyle G_{\mathrm {refl} }(\lambda )} y {\displaystyle G_{\mathrm {incid} }(\lambda )} son las intensidades espectrales reflejadas e incidentes (por longitud de onda) respectivamente.
Así se puede promediar con todas las longitudes de onda, dando las reflectividades totales hemisféricas,
{\displaystyle \rho ={\frac {G_{\mathrm {refl} }}{G_{\mathrm {incid} }}}}
La reflectividad es un concepto importante en los campos de   energía solar térmica, telecomunicación y radar.

## Reflectancia
La reflectividad mide la relación entre la amplitud del campo electromagnético reflejado respecto a la amplitud del campo incidente, mientras que la reflectancia se refiere a la relación entre la potencia electromagnética incidente con respecto a la potencia que es reflejada en una interfase. Por lo tanto la magnitud de la reflectancia es el cuadrado de la magnitud de la reflectividad. La reflectividad puede expresarse como un número complejo como queda demostrado por las ecuaciones de Fresnel para una capa simple, mientras que la reflectancia es siempre un número real positivo.
En ciertos campos, la reflectividad se distingue de la reflectancia por el hecho de que la reflectividad es un valor que se refiere a objetos reflectantes gruesos. Cuando la reflexión se produce por la intervención de finas capas de material, los efectos de reflexiones internas pueden ocasionar que la reflectancia varie con el espesor de la superficie. La reflectividad es el valor límite de reflectancia a medida que el espesor de la superficie aumenta; es la reflectancia intrínseca de la superficie, por lo que su valor no depende de otros parámetros tales como la reflectancia de las capas profundas del material.
El espectro de reflectancia o curva de reflectancia espectral es el gráfico de la reflectividad en función de la longitud de onda.

## Tipo de superficie
Considerando que la reflectividad es una propiedad direccional, muchas superficies pueden ser divididas en aquellas que producen una reflexión especular y aquellas que reflejan la luz en forma difusa. 

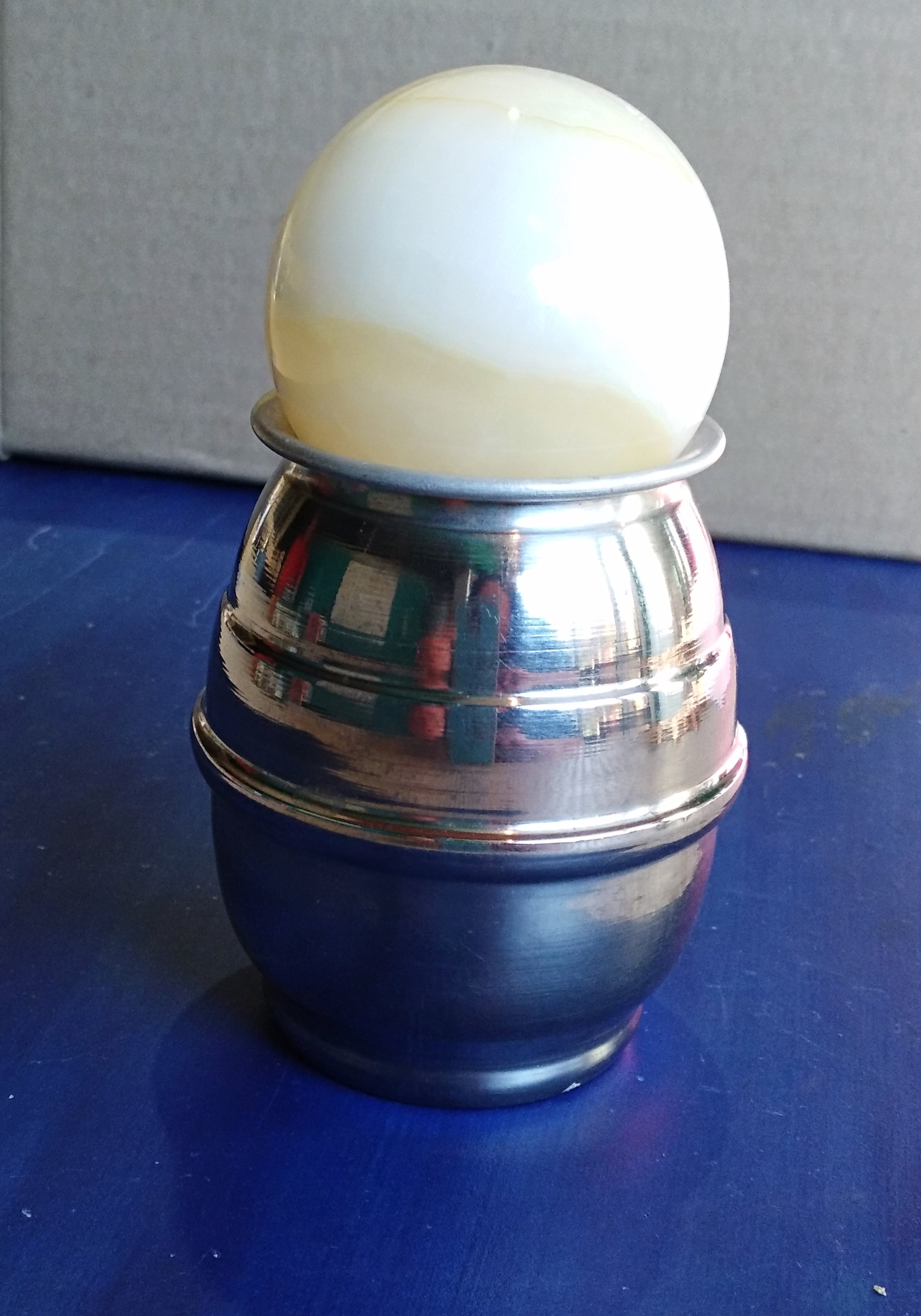
Luz reflejada sobre objeto de metal

- Luz reflejada sobre objeto de metalEn superficies especulares, como vidrio y metal pulido, la reflectividad será cercana a cero en todos los ángulos excepto en el ángulo reflejado apropiado.

- En superficies difusas, como pintura mate blanca, la reflectivida uniforme; la radiación es reflejada en todos los ángulos en forma igual. Tales superficies se consideran lambertianas.

En general muchos objetos reales tienen una mezcla de propiedades reflectivas difusas y especulares.

## Reflectividad del agua

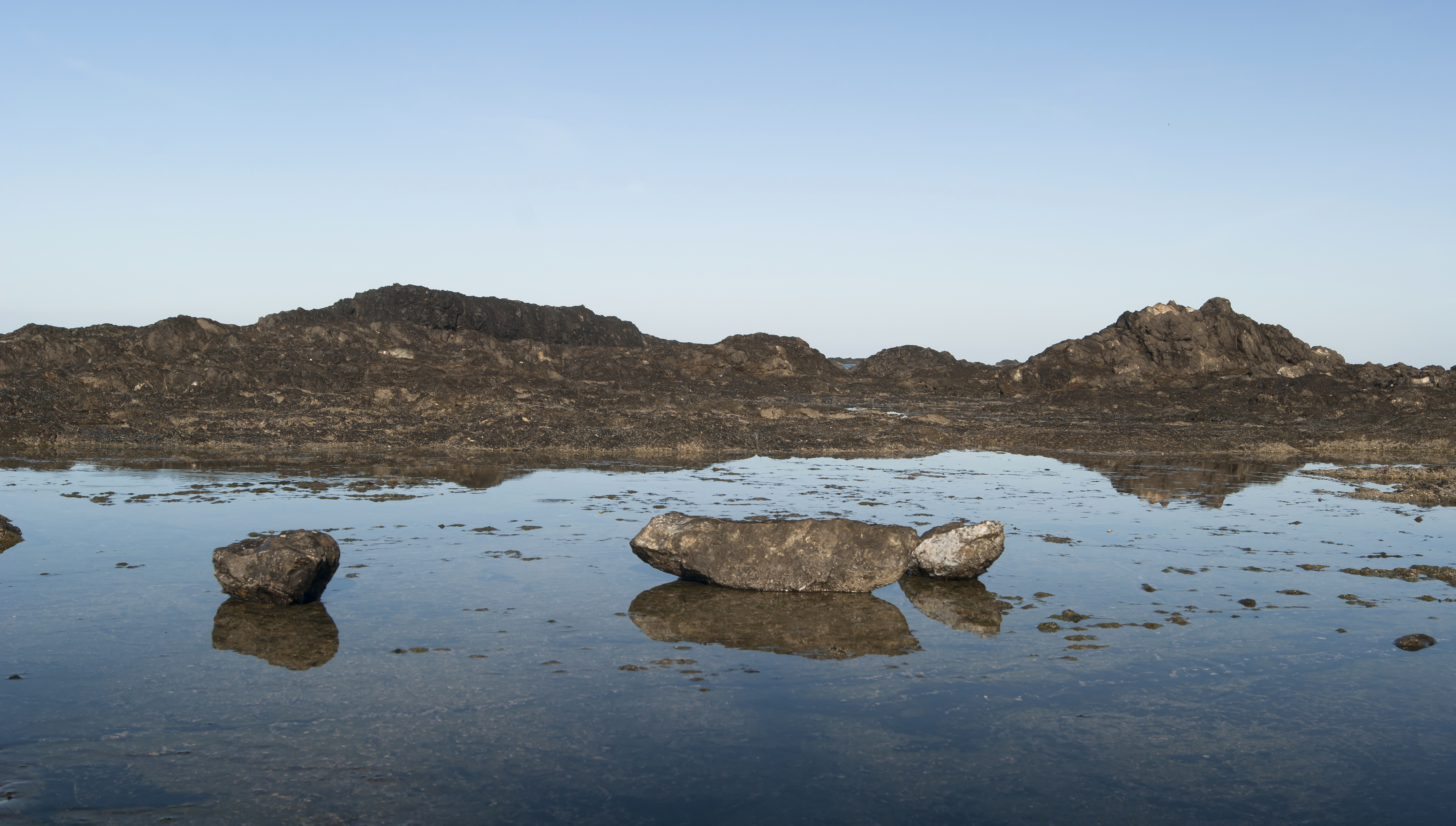
Reflexión en el agua

La reflexión ocurre cuando la luz se desplaza de un medio con un índice de refracción hacia otro medio con un índice de refracción diferente.
La fracción de la luz incidente que es reflejada en un cuerpo de agua es especular y se calcula con las ecuaciones de Fresnel. La reflexión de Fresnel es direccional y por lo tanto no contribuye en forma significativa al albedo que es primariamente una reflexión difusa.
Una superficie real de agua puede tener ondas. Es posible corregir la reflectividad de una superficie plana dada por las ecuaciones de Fresnel y ajustarla de forma de tener en cuenta las ondulaciones que pueda tener la superficie.

## Eficiencia en la difracción
La generalización de la reflectancia a una red de difracción, que dispersa luz por longitud de onda, es llamada eficiencia de difracción.